# Gruta de Casteret

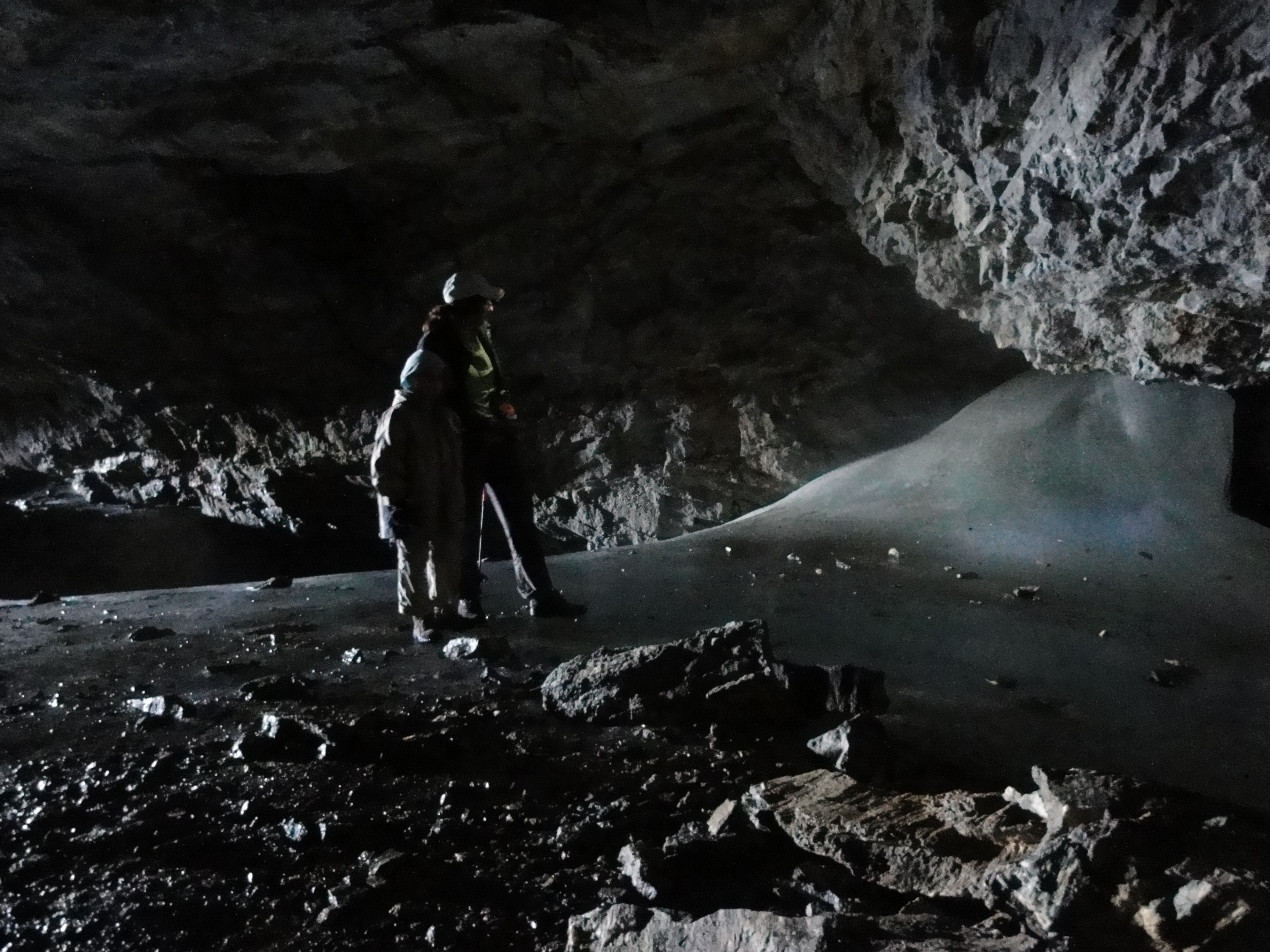
Cascada helada en el interior de la cueva

La Gruta de Casteret fue descubierta por Norbert Casteret en el mes de junio de 1926.
Se encuentra en la vertiente española de los Pirineos, muy cerca de la Brecha de Rolando. La entrada está situada a 2650 metros de altitud debajo de un gran espolón de roca.
Es conocida por las formaciones de hielo que cuelgan del techo.
- Datos: Q2968640
- Multimedia: Grotto of Casteret / Q2968640